# Roberto de Mattei
Roberto de Mattei (Roma, 21 de fevereiro de 1948) é um historiador e jornalista italiano. Seus trabalhos tratam principalmente da história européia entre o XVI e o XX século. É um católico tradicionalista.

## Formação, Cargos e prêmios
Formado em Ciências Políticas pela Universidade "La Sapienza" de Roma, foi assistente na mesma faculdade do Prof.Augusto Del Noce e, posteriormente, do historiador Armando Saitta. Desde 1986 é catedrático de História Moderna na Faculdade de Letras da Universidade de Cassino. Leciona História da Igreja e do Cristianismo na Universidade Européia de Roma, no seu departamento de Ciências Históricas, de que é o diretor.
Até 2011, foi vice-presidente do Conselho Nacional de Investigação da Itália, e entre 2002 e 2006, foi conselheiro do Governo italiano para as questões internacionais. É membro dos Conselhos Diretivos do Instituto Histórico Italiano para a Idade Moderna e Contemporânea e da Sociedade Geográfica Italiana. É presidente da Fundação Lepanto, com sede em Roma, dirige as revistas Radici Cristiane e Nova Historica e colabora com o Pontifício Comitê de Ciências Históricas.Foi demitido da Radio Maria em 2014, após quatro anos dirigindo o programa Radici Cristiane, por discordar de posições do Papa Francisco.
Em 2008 foi agraciado pelo Papa Bento XVI com comenda da Ordem de São Gregório Magno, em reconhecimento pelos relevantes serviços prestados à Igreja. Com o livro "O Concílio Vaticano II: Uma história nunca escrita" recebeu o prêmio Acqui Storia 2011, da seção histórico-científica, e ficou entre os cinco finalistas do prêmio Pen Club Italia, também de 2011.
Em abril de 2019 foi condecorado com a Ordem de Rio Branco, no grau de Oficial.

## Publicações
- 1988 - "1900-2000 - Due sogni si succedono: la costruzione la distruzione".
- 1996 - "O Cruzado do Século XX: Plinio Corrêa de Oliveira", com prefácio do Cardeal Stickler - 4 idiomas.
- 1997 - "Alta Ruet Babylon. L'Europa settaria del Cinquecento. Lineamenti storici e problemi ecclesiologici"
- 1999 - "A sinistra di Lutero. Sette e movimenti religiosi nell'Europa del '500".
- 2000 - "Pio IX". Traduzido ao português (2000) e ao inglês (2003).
- 2000 - "La souveraineté nécessaire. Réflexions sur la déconstruction de l’Etat et ses conséquences pour la société" (original em francês).
- 2002 - "Guerra santa, Guerra Justa. Islam e Cristianisimo em guerra". Traduzido para português (2002) e inglês (2007).
- 2004 - "L'identità culturale come progetto di ricerca".
- 2005 - "La “Biblioteca dell’amicizia”. Repertorio critico della cultura cattolica nell'epoca della Rivoluzione 1770-1830".
- 2006 - "De Europa. Tra radici cristiane e sogni postmoderni".
- 2007 - "A Ditadura do Relativismo". Traduzido para o português (2008), polaco (2009) e o francês (2011).
- 2008 - "Il CNR e le Scienze Umane. Una strategia di rilancio".
- 2009 - "La liturgia della Chiesa nell’epoca della secolarizzazione".
- 2009 - "La Turchia in Europa. Beneficio o catastrofe?". Traduzido para o inglês (2009), o alemão (2010) e o polonês (2010).
- 2010 - "O Concílio Vaticano II. Uma história nunca escrita". Traduzido para o inglês, português e polonês.
- 2011 - "Apologia da tradição".
- 2012 - "La Chiesa fra le tempeste. Il primo millennio di storia della Chiesa nelle conversazioni a Radio Maria".
- 2013 - "Vicario di Cristo. Il primato di Pietro tra normalità ed eccezione".
- 2014 - "Il ralliement di Leone XIII. Il fallimento di un progetto pastorale".